# Marc Silvert
Pour les articles homonymes, voir Silvert.
Marc Silvert est un joueur et entraîneur français de basket-ball né le 26 avril 1954 à Vitry-en-Artois (Pas-de-Calais).
Il est titré plusieurs fois dans le monde du basket féminin notamment avec l'USVO, qu'il emmène du championnat départemental au titre de champion de France. Il est sacré entraîneur de l'année de la Ligue féminine de basket en 1994
Il devient à l'été 2009 entraîneur du club de Denain, promu en Nationale 1 masculine, où il fut joueur dans les années 70.
Il amène le club féminin d'Orchies au plus haut niveau féminin après une fusion avec Valenciennes.
Il termine dernier de Pro B avec Beauvais en 2005[réf. nécessaire].
Après trois saisons et demie à Denain, il quitte le club masculin amené en Pro B pour signer en janvier 2013 pour deux saisons et demie avec l'équipe féminine d'Arras à la place du belge Thibaut Petit. En février 2014, il quitte le club d'Arras remplacé par son entraîneur adjoint, Cécile Piccin.

## Parcours
Joueur :
- 1970-1976 : Association sportive Cail Denain Voltaire Porte du Hainaut
- 1976-1980 : Basket Club d'Orchies
- 1981-1986 : Grand-Fort-Philippe

Entraîneur :
- 1974-1999 : US Orchies puis US Valenciennes-Orchies (départemental à LFB)
- 2000-2002 : Dexia Namur (Belgique)
- 2002-2004 : Villeneuve-d'Ascq (LFB)
- 2004-2005 : Beauvais (Pro B)
- 2005-2007 : Dexia Namur (Belgique)
- 2007 : Équipe de Roumanie féminine
- 2009-2013 : Association sportive Cail Denain Voltaire Porte du Hainaut (NM1-Pro B)
- Janvier 2013-Février 2014 : Arras Pays d'Artois Basket Féminin (LFB)